# Pheosiopsis
Pheosiopsis is een geslacht van vlinders van de familie tandvlinders (Notodontidae).

## Soorten
- P. diehli Dierl, 1976
- P. gefion Schintlmeister, 1997
- P. gerola Schintlmeister, 1997
- P. gilda Schintlmeister, 1997
- P. lupanaria Schintlmeister, 1997
- P. lusciniola Nakamura, 1973
- P. niveipicta Bryk, 1949
- P. obscura Schintlmeister
- P. olivacea Matsumura, 1920
- P. pallidogriseus Schintlmeister, 1997
- P. viresco Schintlmeister, 1997